# Eva Grambow
Eva Grambow  ist eine deutsche Übersetzerin.

## Leben
Eva Grambow übersetzt seit den 1990er Jahren Belletristik und Sachbücher aus der Niederländischen in die Deutsche Sprache.

## Übersetzungen
- Marja Roscam Abbing: Yacca-Fieber. Stuttgart 1998.
- Godfried Bomans: Die Prinzessin mit den Sommersprossen. Stuttgart 2000.
- Huub Buijssen: Demenz und Alzheimer verstehen – mit Betroffenen leben. Weinheim [u. a.] 2003.
- Huub Buijssen: Depression. Weinheim [u. a.] 2011.
- Suzanne Buis: Keine Zeit für Freundlichkeit. Kirchhain 2000
- Manfred van Doorn: Sexualität. Stuttgart 1999 (übersetzt zusammen mit Frank Berger).
- Hans Hagen: Das Orakel der Königin. Stuttgart 1998.
- Gonneke Huizing: Das Messer an der Kehle. Stuttgart 1999.
- Kolet Janssen: Vier tappen im Dunkeln. Wuppertal 1998.
- Bert Voorhoeve: Das Kind, das die Engel weinen hörte. Stuttgart 1999.
- Benny Lindelauf: Geborgen. München 2002.
- Jelle van der Meulen: Mittendrin. Stuttgart 1997 (übersetzt zusammen mit Marianne Holberg).
- Bettien Scherft: Ein geheimnisvoller Fall. Wuppertal 1999.
- Jennine Staring: Womir der kleine Troll. Stuttgart 1999.
- Henri Van Daele: Prinzessinnen und so .... Stuttgart 1998.
- Simone van der Vlugt: Emma – die Zeit des schwarzen Schnees. München 2001.
- Simone van der Vlugt: Chloë – die Zerstörung von Pompeji. München 2006.

| Personendaten    | Personendaten         |
| ---------------- | --------------------- |
| NAME             | Grambow, Eva          |
| KURZBESCHREIBUNG | deutsche Übersetzerin |
| GEBURTSDATUM     | 20. Jahrhundert       |